# José Antonio Facio
José Antonio Facio (Veracruz, Nueva España, 1790 - París, Francia, 1836) fue un militar al servicio de la corona española, al consumarse la Independencia de México se unió al Ejército Mexicano y fue ministro de Guerra durante la administración del vicepresidente Anastasio Bustamante. Se le considera el autor intelectual del plan para capturar y sentenciar a muerte a Vicente Guerrero. 

## Semblanza biográfica
Desde joven viajó a España, realizó su carrera militar en la Guardia Real de Fernando VII llegando a obtener el grado de coronel. Participó en la Guerra de la Independencia Española sirviendo en la caballería de las fuerzas liberales. Regresó a México en marzo de 1823. Fue comandante de Xalapa de 1824 a 1826, durante el verano de 1824 comandó la expedición a Tabasco. A principios de 1827, fue fiscal en el juicio contra Joaquín Arenas a quien se le sentenció a muerte por conspirar en contra del gobierno mexicano. Perteneció a la logia masónica esocesa, se adhirió a la sublevación del Plan de Montaño, debido al fracaso de la rebelión fue desterrado a Estados Unidos.

## Por amnistía regresa a México
En septiembre de 1829, el entonces presidente Vicente Guerrero decretó la amnistía a los rebeldes del Plan de Montaño. Fue entonces cuando Facio regresó a México, tres meses más tarde se adhirió al Plan de Jalapa, mediante el cual el vicepresidente Anastasio Bustamante asumió la titularidad del Poder Ejecutivo al desconocer la presidencia de Guerrero. El 14 de enero de 1831, Bustamante designó a José Antonio Facio como ministro de Guerra y Marina.

## Contacto con Francisco Picaluga
El 11 de marzo de 1830, los simpatizantes de Guerrero proclamaron el Plan de Codallos dando inicio el conflicto conocido como la Guerra del Sur. Hacia finales de 1830 Facio se entrevistó con el marino genovés Francisco Picaluga, a quien le ofreció la cantidad de 50 000 para traicionar y secuestrar a Vicente Guerrero. El plan se llevó a cabo con éxito en enero de 1831, un mes más tarde, tras realizarse un juicio militar, el expresidente fue sentenciado y ejecutado. Facio logró obtener la victoria de la Guerra del Sur en abril de 1831, sin embargo, en enero de 1832, Antonio López de Santa Anna se proclamó de nueva cuenta en contra del régimen centralista mediante el Plan de Veracruz. En diciembre de 1832, el gobierno bustamantista llegó a su fin al verse forzado a firmar los Convenios de Zavaleta. 

## Su huida a Francia
El 22 de abril de 1833 el Gran Jurado de la Cámara de Diputados giró instrucciones al Ministerio de Guerra y Marina para detener a los exministros bustamantistas Lucas Alamán, Rafael Mangino, y José Antonio Facio por sospecharse su culpabilidad en la muerte de Vicente Guerrero. Facio logró escapar a Francia. En 1835, publicó su apología bajo el título de Memoria que sobre los sucesos del tiempo de su ministerio, y sobre la causa intentada contra los cuatro ministros del excelentísimo señor vicepresidente don Anastasio Bustamante, presenta a los mexicanos el general, exministro de Guerra y Marina, don José Antonio Facio.  Murió en París en 1836 con la zozobra de que algún día sería expatriado a México.